# 불량 주부
《불량 주부》는 2005년 3월 21일부터 2005년 5월 17일까지 방송했던 SBS 월화 드라마로 한동안 MC 활동에 주력해 온 신애라가 해당 프로그램을 통해 정극 복귀를 했는데 MBC 주말 드라마 《남의 속도 모르고》 이후 5년 만이었다.
아울러, 아역 캐릭터의 왜곡으로 비난을 샀다.

## 제작진

### 극본
- 강은정
- 설준석

### 연출
- 유인식
- 장태유

## 등장 인물
- 손창민 : 구수한 역
- 신애라 : 최미나 역
- 이영유 : 구송이 역
- 조연우 : 지선우 역
- 유민 : 박유진 역
- 지상렬 : 김석준 역
- 이경실 : 이강자 역
- 김성겸 : 구본환 역
- 여운계 : 노진예 역
- 김자옥 : 박옥자 역
- 강정화 : 남은미 역
- 김진근 : 유진 남편 역
- 유형관
- 강산
- 규희 : 박성희 역
- 최민

## 연장
- 불량 주부 방영 분량이 16부작에서 2회 연장되어 18부작으로 변경되는 계획이 확정됐다.

## 수상
- 2005년 SBS 연기대상 드라마 스페셜 부문 남자 연기상 손창민
- 2005년 SBS 연기대상 아역상 이영유
- 2005년 SBS 연기대상 뉴스타상 조연우

## 같이 보기
- 대한민국의 텔레비전 프로그램 목록